# تشرادیتسه
تشرادیتسه (به چکی: Čeradice) یک منطقهٔ مسکونی در جمهوری چک است که در ناحیه لوونی واقع شده‌است. تشرادیتسه ۱۲٫۶۵ کیلومتر مربع مساحت و ۲۷۸ نفر جمعیت دارد و ۳۰۰ متر بالاتر از سطح دریا واقع شده‌است.